# Rallye Bohemia 1988
Rallye Bohemia 1988 (Oficiálně XV. Rallye Bohemia) byla součástí mistrovství ČSSR v rallye 1988 a Mistrovství Evropy v rallye 1988. Zvítězila zde posádka Erwin Weber a Matthias Feltz na voze Volkswagen Golf II GTI 16V. Na startu bylo 86 posádek. Trať měřila 1029 km a měla 36 rychlostních zkoušek.

## Průběh soutěže
Odpočátku byl největším favoritem Weber, který byl jezdcem továrního týmu Volkswagen Motorsport. Za ten ještě nastoupili Armin Schwarz a Schlager. Tým Škoda Motorsport zde naposled představil vozy Škoda 130 LR a Škoda 130 L. Za jejich volanty startovali Ladislav Křeček, Svatopluk Kvaizar, John Haugland a Pavel Sibera. Dalšími favority byly posádky s vozy Audi Quattro Leo Pavlík a Munster.
Úvodním testem byl speciální slalom určený pro televizní vysílání. Všechny testy kromě dvou vyhrál Weber. Jedno vítězství si připsal Pavlík a jedno Munster. Pavlík ale musel dstoupit v druhé etapě kvůli prasklým držákům motoru. V té první ale byl na druhé pozici před Siberou, Schwarzem a Schlagerem. Weber zvítězil i v pátek a měl pohodlý náskok. O druhé místo bojoval Sibera s Munsterem, který se probojal dopředu ze šesté pozice. Večer na tratě soutěže pršelo, což opět měnilo pořadí. Sibera navýšil náskok před Munsterem a Haugland se propracoval na desáté místo. Odstoupit musel Sedlář, který prorazil chladič. Déšť provázel i celou poslední etapu. Přesto se Munster o jednu sekundu probojoval před Siberu. Čtvrtý skončil Schwarz, který lehce havaroval.

## Výsledky
1. Erwin Weber, Matthias Feltz - Volkswagen Golf II GTI 16V
2. Munster, Verheyden - Audi Quattro
3. Pavel Sibera, Petr Gross - Škoda 130 LR
4. Armin Schwarz, Klaus Wicha - Volkswagen Golf II GTI 16V
5. Ladislav Křeček, Motl - Škoda 130 L
6. John Haugland, Willis - Škoda 130 L
7. Schlager, Wachter - Volkswagen Golf II GTI 16V
8. Wetzelsperger, Bauer - BMW M3
9. Svatopluk Kvaizar, Janeček - Škoda 130 L
10. Atzinger, Reichel - Mazda 323 4WD